# 3순환로
3순환로는 충청북도 청주시 상당구 남일면 효촌분기점에서 시작해 청원구 내수읍 국동교차로를 잇는 도로이다. 청주시 국도대체우회도로라고도 불린다.

## 역사
- 2001년 9월 29일 : 청원군 남일면 효촌리 ~ 청주시 흥덕구 휴암동 11.4km 구간을 자동차 전용도로로 지정[1]
- 2005년 9월 20일 : 청주시 상당구 오동동 ~ 청원군 내수읍 구성리 4.02km 구간을 자동차 전용도로로 지정[2]
- 2009년 12월 16일 : 청주우회도로(청원군 남일면 효촌리 ~ 남이면 양촌리) 4.0km 구간 개통[3][4]
- 2010년 1월 11일 : 청원군 내수읍 묵방리 ~ 국동리 1.35km 구간을 자동차 전용도로로 지정[5]
- 2011년 5월 12일 : 청주시 흥덕구 수의동 강상촌 분기점 ~ 상당구 오동동 오동 교차로 13.33km 구간을 자동차 전용도로로 지정[6]
- 2011년 5월 15일 : 오동 ~ 구성간 도로(청주시 상당구 오동동 ~ 청원군 내수읍 구성리) 4.19km 구간 개통[7]
- 2015년 4월 29일 : 청주시 국도대체우회도로 중 북일 ~ 남일간 도로 1-1공구(청주시 청원구 내수읍 구성리 ~ 국동리) 1.35km 구간 신설 개통[8]
- 2016년 1월 25일 : 청주시 국도대체우회도로 중 청주역 교차로 ~ 문암공원 교차로(청주시 흥덕구 수의동 ~ 청원구 정상동) 9.85km 구간 신설 개통[9]
- 2016년 8월 31일 : 청주시 국도대체우회도로 문암공원 교차로 ~ 오동 교차로(청주시 청원구 정상동 ~ 오동동) 3.31km 구간 신설 개통[10][11]
- 2021년 2월 1일 : 청주시 청원구 내수읍 국동리 국동 교차로 ~ 상당구 남일면 효촌리 효촌 분기점 11.74km 구간을 자동차 전용도로로 지정[12]
- 2023년 5월 19일 : 청주시 국도대체우회도로 중 효촌분기점 ~ 백운교차로 (청주시 상당구 남일면 효촌리 ~ 청주시 상당구 운동동) 3.4km 구간 신설 개통

## 주요 경유지
충청북도
- 청주시 상당구 남일면 - 서원구 남이면 - 흥덕구 - 청원구 내수읍

## 노선
- (■): 자동차 전용도로 구간

| 이름                              | 접속 노선                                      | 소재지 | 소재지                 | 비고                                                               |
| --------------------------------- | ---------------------------------------------- | ------ | ---------------------- | ------------------------------------------------------------------ |
| 용정 교차로                       | 1순환로1514번길                                | 청주시 | 상당구                 | 국도 제25호선구간                                                  |
| (교량 명칭 미상)                  |                                                | 청주시 | 상당구                 | 국도 제25호선구간                                                  |
| 용정터널                          |                                                | 청주시 | 상당구                 | 국도 제25호선구간 연장 330m                                        |
| 용정터널                          | 국도 제25호선구간                              | 청주시 | 상당구                 |                                                                    |
| 백운 교차로                       | 목련로                                         | 청주시 | 상당구                 |                                                                    |
| 백운터널                          |                                                | 청주시 | 상당구                 | 국도 제25호선구간 연장 190m                                        |
| 송암 교차로                       | 효촌송암길                                     | 청주시 | 상당구 남일면          | 국도 제25호선구간                                                  |
| 송암1교 송암2교                   |                                                | 청주시 | 상당구 남일면          | 국도 제25호선구간                                                  |
| 효촌 분기점                       | 국도 제25호선 (단재로)                         | 청주시 | 상당구 남이면          | 국도 제25호선구간                                                  |
| 효촌대교 신송1교 신송2교          |                                                | 청주시 | 상당구 남이면          | 국도 제25호선구간                                                  |
| 가장교                            |                                                | 청주시 | 상당구 남이면          | 국도 제25호선구간                                                  |
| 서원구                            |                                                | 청주시 |                        | 국도 제25호선구간                                                  |
| 장암2교 (생태터널)                |                                                | 청주시 |                        | 국도 제25호선구간                                                  |
| 양촌 분기점                       | 국도 제17호선 국가지원지방도 제96호선 (청남로) | 청주시 | 서원구 남이면          | 국도 제17, 25호선 구간                                             |
| (생태터널)                        |                                                | 청주시 | 서원구 남이면          | 국도 제17, 25호선 구간                                             |
| 망월교                            |                                                | 청주시 | 서원구                 | 국도 제17, 25호선 구간                                             |
| 석판 분기점                       | 대림로                                         | 청주시 | 서원구 남이면          | 국도 제17, 25호선 구간                                             |
| (생태터널)                        |                                                | 청주시 | 흥덕구                 | 국도 제17, 25호선 구간                                             |
| 석곡교 석곡육교                   |                                                | 청주시 | 흥덕구                 | 국도 제17, 25호선 구간                                             |
| 석곡 분기점                       | 지방도 제512호선 (서부로)                      | 청주시 | 흥덕구                 | 국도 제17, 25호선 구간                                             |
| 휴암교                            |                                                | 청주시 | 흥덕구                 | 국도 제17, 25호선 구간                                             |
| 강상촌 분기점                     | 국도 제36호선 (가로수로)                       | 청주시 | 흥덕구                 | 국도 제17, 25, 36호선 구간                                         |
| 매립장 교차로                     | 강촌로                                         | 청주시 | 흥덕구                 | 국도 제17, 25, 36호선 구간 효촌 방면 진출 불가 국동 방면 진입 불가 |
| 학천교                            |                                                | 청주시 | 흥덕구 강내면          | 국도 제17, 25, 36호선 구간                                         |
| 내거지하차도                      |                                                | 청주시 | 흥덕구                 | 국도 제17, 25, 36호선 구간                                         |
| 학천과선교                        |                                                | 청주시 | 흥덕구 강내면          | 국도 제17, 25, 36호선 구간                                         |
| 정봉교                            |                                                | 청주시 | 흥덕구                 | 국도 제17, 25, 36호선 구간                                         |
| 청주역 분기점 (정봉육교)          | 지방도 제693호선 (청주역로)                    | 청주시 | 흥덕구                 | 국도 제17, 25, 36호선 구간                                         |
| 서촌교 석남천1교 남촌교           |                                                | 청주시 | 흥덕구                 | 국도 제17, 25, 36호선 구간                                         |
| 중부지하차도                      |                                                | 청주시 | 흥덕구                 | 국도 제17, 25, 36호선 구간 연장 70m                                |
| 내곡육교                          |                                                | 청주시 | 흥덕구                 | 국도 제17, 25, 36호선 구간                                         |
| 원평 분기점                       | 엘지로                                         | 청주시 | 흥덕구                 | 국도 제17, 25, 36호선 구간                                         |
| 문암공원 분기점                   | 무심서로                                       | 청주시 | 흥덕구                 | 국도 제17, 25, 36호선 구간 효촌 방면 진출 불가 국동 방면 진입 불가 |
| 까치내교                          |                                                | 청주시 | 흥덕구                 | 국도 제17, 25, 36호선 구간                                         |
| 까치내교                          | 청원구                                         | 청주시 |                        | 국도 제17, 25, 36호선 구간                                         |
| 정북교 오동1교 오동과선교 오동2교 |                                                | 청주시 |                        | 국도 제17, 25, 36호선 구간                                         |
| 오동 분기점                       | 국도 제17호선 (공항로)                         | 청주시 |                        | 국도 제17, 25, 36호선 구간                                         |
| 외남교                            |                                                | 청주시 | 국도 제25, 36호선 구간 |                                                                    |
| 외남 교차로                       | 외남로                                         | 청주시 | 국도 제25, 36호선 구간 |                                                                    |
| 수반 교차로 (주중교)              | 내수로                                         | 청주시 | 청원구 내수읍          | 국도 제25, 36호선 구간 효촌 방면 진출 불가 국동 방면 진입 불가     |
| 구성 교차로                       | 지방도 제592호선 (충청대로)                    | 청주시 | 청원구 내수읍          | 국도 제25, 36호선 구간                                             |
| 국동 교차로 (국동IC교)            | 국도 제36호선 (충청내륙로)                     | 청주시 | 청원구 내수읍          | 국도 제25, 36호선 구간                                             |

## 같이 보기
- 1순환로
- 2순환로